# Sonoma (szczyt)
Sonoma – najwyższy szczyt pasma górskiego Sonoma, leżącego w południowej części hrabstwa Sonoma w Kalifornii.